# Durlangen
Durlangen ist eine Gemeinde in Baden-Württemberg und gehört zum Ostalbkreis.

## Geographie

### Geographische Lage
Die Gemeinde Durlangen liegt auf einem Höhenrücken nördlich des Leintals im Osten des Naturraumes Welzheimer Wald, rund sechs Kilometer nördlich von Schwäbisch Gmünd.

### Nachbargemeinden
Die Gemeinde grenzt im Norden an Spraitbach, im Nordosten an Ruppertshofen, im Osten an Täferrot, im Süden an Schwäbisch Gmünd und Mutlangen und im Westen an Alfdorf im Rems-Murr-Kreis.

### Gemeindegliederung
Die Gemeinde besteht aus den Dörfern Durlangen, Tanau und Zimmerbach, dem Weiler Mooswiese, den Höfen Amandusmühle, Bruckacker, Gehau und Karrenstrietle und den Häusern Hummelbühl, Leinhaus, Leinmühle und Stutzenklinge.

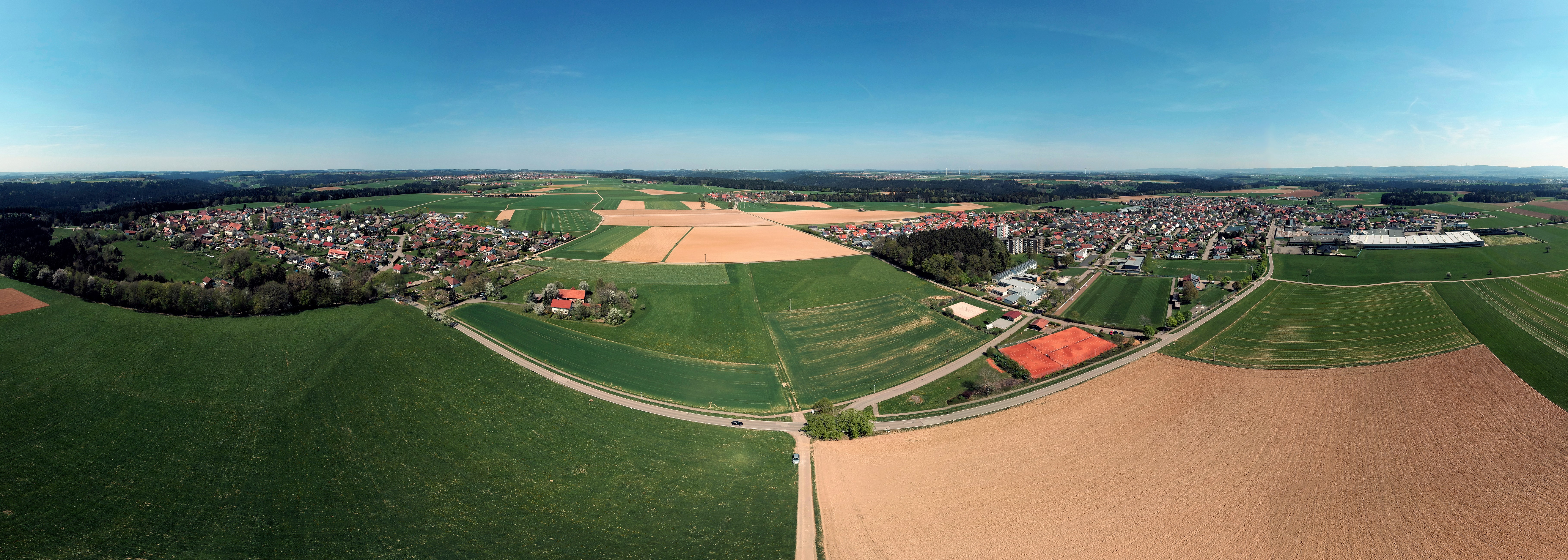
Panoramablick über die Gemeinde Durlangen

### Flächenaufteilung
Nach Daten des Statistischen Landesamtes, Stand 2014.

## Geschichte

### Überblick
Durlangen wurde erst 1362, also kurz vor dem Ende des Herzogtums Schwaben, in dessen nördlichem Grenzgebiet das Dorf sich befand, urkundlich erwähnt. Die Herrschaft im Ort lag zu Zeiten des Heiligen Römischen Reichs überwiegend bei Patriziern der nahe gelegenen Reichsstadt Schwäbisch Gmünd. Am Anfang des 19. Jahrhunderts fiel das Dorf an das Königreich Württemberg und wurde dem Oberamt Gmünd zugeordnet. 1809 wurde Durlangen ein Ortsteil von Spraitbach, jedoch 1815 eine eigenständige Gemeinde. Bei der Kreisreform während der NS-Zeit in Württemberg gelangte der Ort 1938 zum Landkreis Schwäbisch Gmünd. Da der Ort nach dem Zweiten Weltkrieg Teil der Amerikanischen Besatzungszone geworden war, gehörte er somit seit 1945 zum neu gegründeten Land Württemberg-Baden, das 1952 im jetzigen Bundesland Baden-Württemberg aufging. Im Zuge der Kreisreform von  1973 kam die Gemeinde zum neuen Ostalbkreis.

### Einwohnerentwicklung
Die Einwohnerzahlen 1852 bis 1970 sind Volkszählungsergebnisse
und ab 1980 amtliche Fortschreibungen des Statistischen Landesamtes (nur Hauptwohnsitze).
| Jahr | Einwohnerzahlen |
| ---- | --------------- |
| 1852 | 740             |
| 1871 | 781             |
| 1880 | 830             |
| 1890 | 784             |
| 1900 | 790             |
| 1910 | 803             |
| 1925 | 832             |
| 1933 | 826             |
| 1939 | 788             |

| Jahr | Einwohnerzahlen |
| ---- | --------------- |
| 1950 | 1070            |
| 1956 | 1101            |
| 1961 | 1297            |
| 1970 | 2098            |
| 1980 | 2614            |
| 1990 | 2663            |
| 2000 | 2941            |
| 2010 | 2893            |
| 2015 | 2936            |
| 2020 | 2812            |

## Religionen

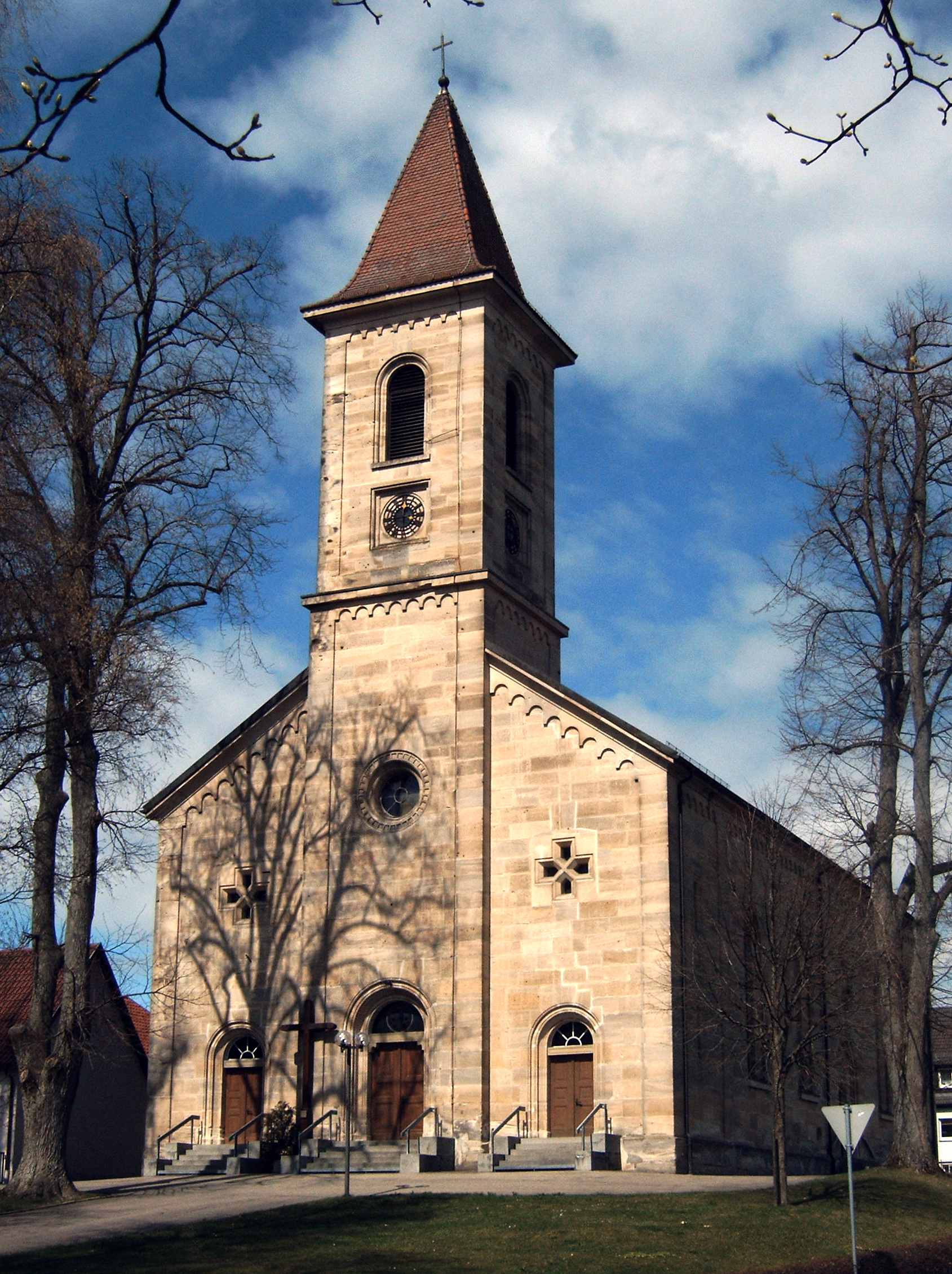
St.-Cyriakus-Kirche in Zimmerbach

Die katholische St.-Cyriakus-Kirche in Zimmerbach wurde 1853 erbaut.
Im Ortsteil Tanau befindet sich die Wallfahrtskapelle Sankt Anna. Turm und Schiff stammen aus romanischer Zeit, der Chor ist spätgotisch. Vor allem wegen des Bildnisses der Anna selbdritt und einer Pieta aus dem 15. Jahrhundert ist die Sankt-Anna-Kapelle das Ziel vieler Wallfahrer.

## Politik

### Verwaltungsverband
Die Gemeinde ist Mitglied des Gemeindeverwaltungsverbands Schwäbischer Wald mit Sitz in Mutlangen.

### Gemeinderat
Die Gemeinderatswahl brachte am 25. Mai 2014 dieses Ergebnis: 12 Sitze für die FWV.

### Bürgermeister
Dieter Gerstlauer, Bürgermeister seit 1994, wurde im Januar 2010 mit 97,2 Prozent und im Januar 2018 mit 54 Prozent der gültigen Stimmen wiedergewählt.

### Wappen und Flagge
Blasonierung: In Rot auf grünem Dreiberg eine silberne (weiße) Tanne.
Das Wappenbild verweist auf den Waldreichtum der Durlanger Gemarkung. Die Farben Silber und Rot wurden dem Wappen der ehemaligen Reichsstadt Schwäbisch Gmünd entnommen und verweisen auf die Gmünder Patrizier, die in der Gemeinde Grundbesitz besaßen.
Am 19. September 1957 wurden der Gemeinde vom Innenministerium Baden-Württemberg das heute gültige Wappen und die Flagge verliehen.
|  | 00Banner: „Das Banner ist weiß-rot gespalten mit dem aufgelegten Wappen oberhalb der Mitte.“ |

## Wirtschaft und Infrastruktur

### Bildung
In Durlangen gibt es eine Grundschule, die nächstgelegenen weiterführenden Schulen, Realschule sowie Hauptschule (mit Werkrealschule), befinden sich in Mutlangen. Andere weiterführende Schulen stehen in Schwäbisch Gmünd zur Verfügung.

## Söhne und Töchter der Gemeinde
- Franz Schuster (1943–2021), deutscher Politiker (CDU), MdL (Thüringen), Innen- und Wirtschaftsminister des Landes Thüringen (1992–2003)
- Clemens Gottwald (* 1995), Jazzmusiker